# Aeria eurimedia
Aeria eurimedia är en fjärilsart som beskrevs av Pieter Cramer 1779. Aeria eurimedia ingår i släktet Aeria och familjen praktfjärilar. Inga underarter finns listade i Catalogue of Life.

## Bildgalleri

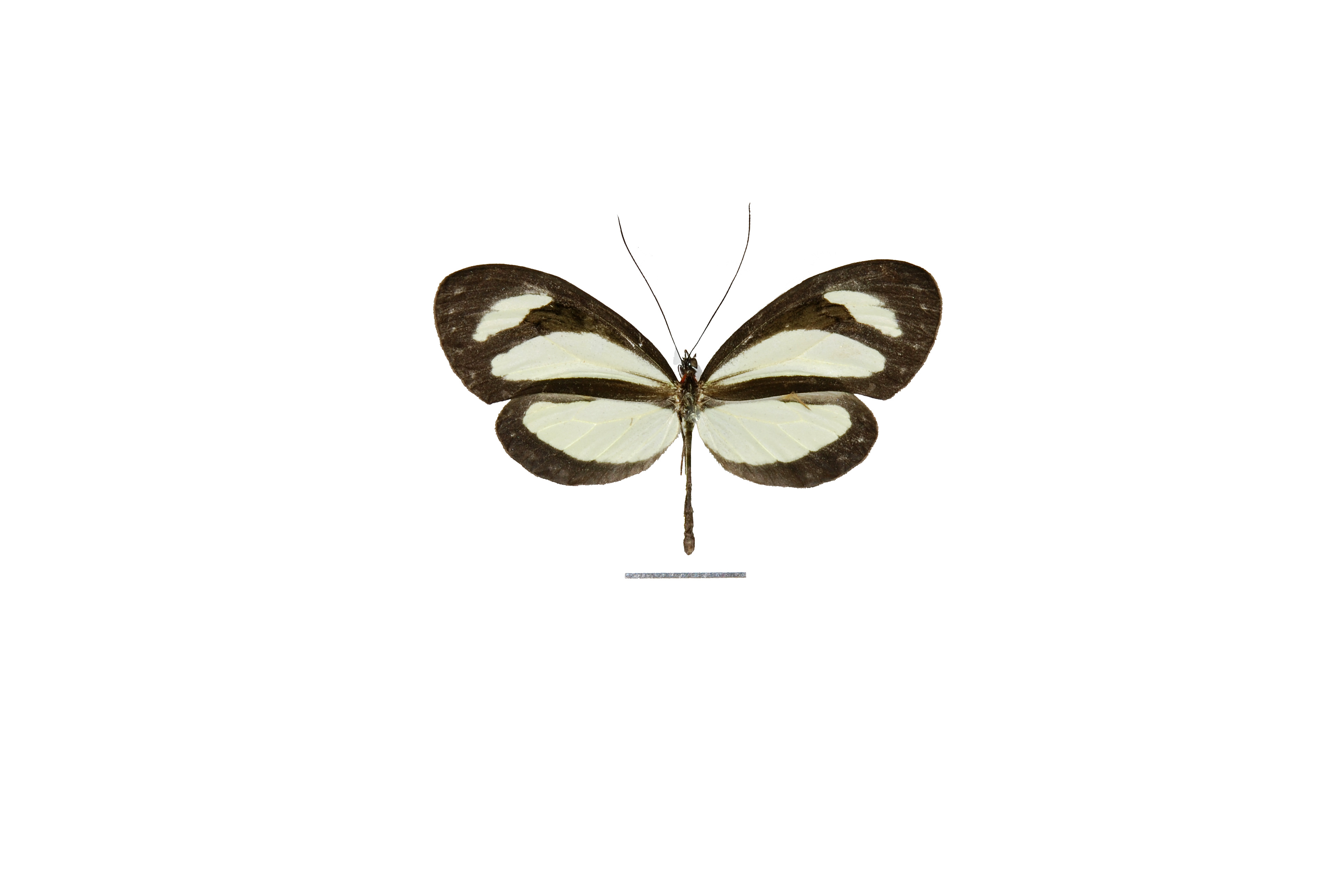
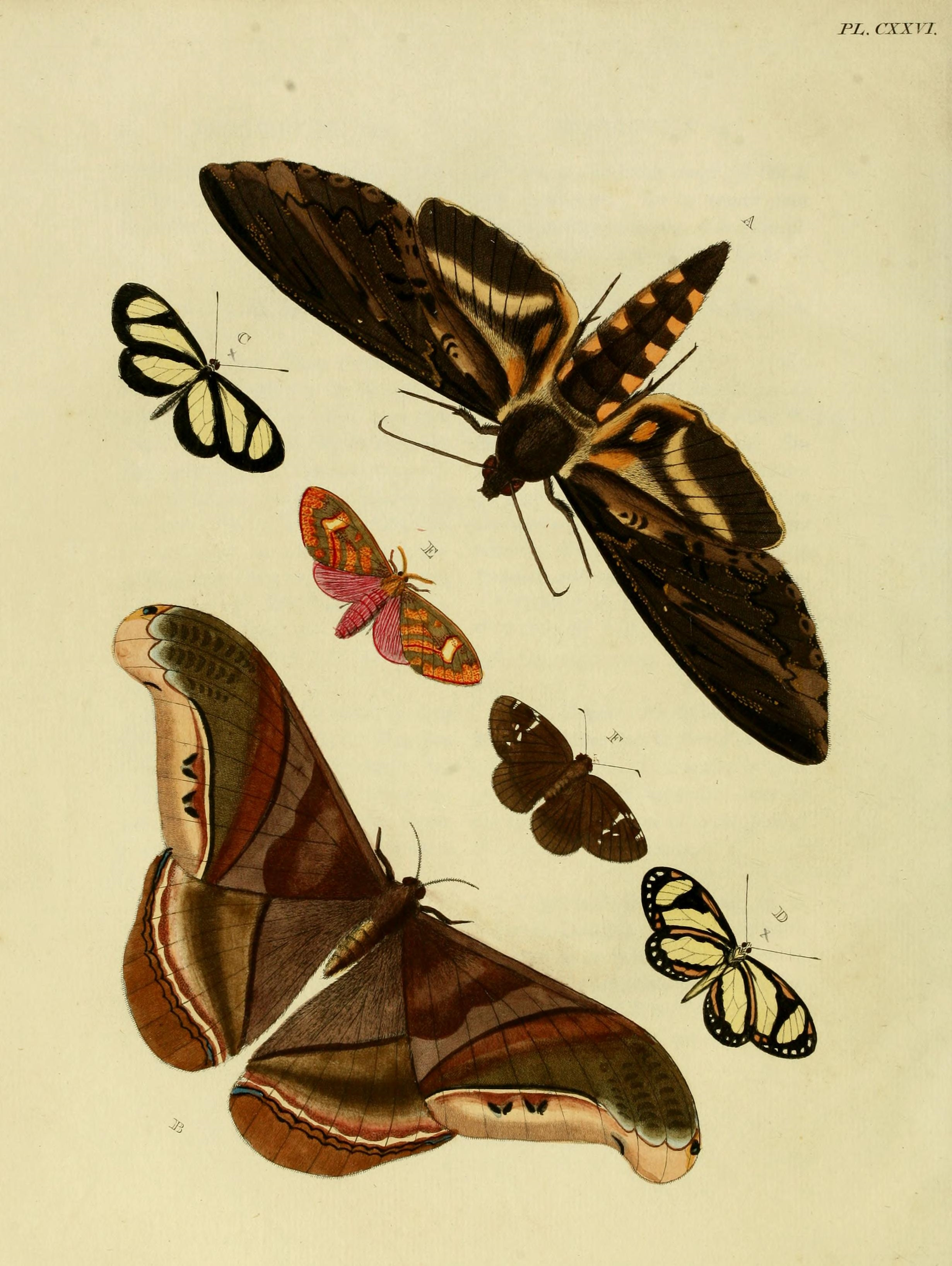